# Школа № 1259
ГБОУ Школа № 1259 (полное название — Государственное бюджетное общеобразовательное учреждение города Москвы "Школа № 1259") — учебное заведение в Москве. Расположено в Центральном административном округе.

## Здание школы
Современное здание школы № 1259 с высоким полуциркульным крыльцом резко выделяется на фоне исторической застройки района. Школа располагается на этом месте уже 70 лет. В разные годы она была 529-й мужской, 74-й «английской».
В 2004 году в рамках программы реконструкции школ Центрального округа старое здание школы, построенное по типовому проекту 1930-х годов, было снесено, и на его месте появилось новое здание. 1 сентября 2005 года новую «старую» школу открыли префект Центрального округа Сергей Байдаков и первый заместитель мэра Москвы Людмила Швецова.

## История
Здание  на 5-м Монетчиковском переулке
Школа расположена в бывшей Монетчиковской слободе, названной так ещё в XVII веке из-за живших здесь мастеров Кадашёвского монетного двора.
Здание школы построено в 1934—1935 годах на месте снесённого храма Воскресения Словущего в Монетчиках. Проект архитектора Д. Ф. Фридмана.
Школа была открыта 1 сентября 1936 года под номером 529. Изначально школа имела 21 класс на 735 учащихся.
С началом Великой Отечественной войны школа была превращена в госпиталь, а занятия возобновились с 1 сентября 1942 года. Ученики старших классов пошли на фронт, и 18 из них погибли.
В соответствии с Постановлением Совета Народных Комиссаров СССР № 789 от 16.07.1943 года в городе вводится раздельное обучение, и школе № 529 присваивается статус «мужская».
В то время директором школы была Золотова Зоя Александровна. Учительский коллектив был очень сильный, в его составе были талантливые педагоги. Дисциплина была строгой: мальчики до 8 класса были стрижены наголо, все ходили в форме серого цвета, гимнастёрках из грубой шерсти и в фуражках. Несмотря на то, что формально школа не специализировалась на математике, главный упор делался на точные науки.
В школе не было спортивного зала, поэтому занятия по физической культуре проводились в коридоре на первом этаже. Также не было актового зала — общие собрания проходили в коридоре второго этажа. Большинство учителей тогда проживали в школьном помещении.
В 1953 году раздельное обучение было упразднено, в школе был открыт 31 класс на 1177 учащихся.
В 1962 году в соответствии с приказом Министерства Просвещения РСФСР переименована в среднюю общеобразовательную политехническую трудовую школу с производственным обучением № 529 Кировского РОНО.
В 1968 году школа была реорганизована в Среднюю специальную школу с преподаванием ряда предметов на иностранном языке № 74.
Новым директором стал Владимир Соломонович Гоппен. Он был учителем учителей, любимцем ребят. Он организовал школьный драматический театр и руководил им. Его ученики занимали первые места в городе на различных конкурсах. Владимир Семёнович прививал любовь к русскому языку и литературе. Кроме того, при Владимире Семёновиче к школе был пристроен спортивный зал.
В 1991 году Средняя специальная школа с преподаванием ряда предметов на иностранном языке № 74 была реорганизована в Среднюю общеобразовательную школу № 1259 с углублённым изучением иностранного языка.
В ноябре 2004 году старое здание, простоявшее 69 лет, было снесено, а на его месте возведено новое, которое было открыто 1 сентября 2005 г.
Выпускники школы обычно поступают в престижные вузы Москвы. За последние 15 лет наибольшее число выпускников поступило в МГУ и Институт международных отношений (МГИМО). Наверное, самый известный из выпускников школы — мэр Москвы, Юрий Михайлович Лужков. Юрий Лужков учился в школе № 1259 (тогда — № 529) три последних года (8-10 классы) и окончил её в 1953 г.
Здание на Садовнической улице (бывш. Школа № 1258)
Школа была основана в 1937 году на Садовнической набережной как школа № 626 Кировского района имени Р. С. Землячки. Первым директором была Зинаида Бойченко. Первый выпуск состоялся в 1940 году. С 1965 года это средняя школа № 54 Москворецкого района с углублённым изучением немецкого языка. В 1990 году статус и номер школы вновь поменялся — теперь это средняя общеобразовательная школа с углублённым изучением немецкого языка № 1258 Центрального округа.
В 1990 году старое здание школы признали аварийным и поставили на капитальный ремонт — школа временно переехала в другое здание, которое приходилось делить с вечерней школой. Однако из-за сложной экономической ситуации в стране ремонт затянулся. К концу 1990-х уже второе здание признали аварийным, а первоначальное здание было к этому моменту вообще снесено. Тогда было принято решение о строительстве новой школы — по сути во дворе второго здания. Строительные работы начались в 1998 году, но на время строительства старое здание не сносили, так как по близости не было школ, готовых принять всех учеников. Проект нового (уже третьего по счёту) здания школы подготовила третья мастерская Моспроекта-2, главный архитектор — А. И. Павлов. Несущие конструкции — монолитные, стены — кирпичные. Школа рассчитана на 500 учеников. Здание имеет П-образную форму, фасад выходит на Садовническую набережную. Новое здание школы было сдано в эксплуатацию в 1999 году. С 2007 года директором школы являлась Ольга Басевская.
Действует программа школьного обмена с гимназиями в Мюнхене и Бюзуме.
В 2014 году объединена со Школой № 1259.
В разные годы школой руководили:
- Ковальская Антонина Георгиевна;
- Золотова Елена Александровна;
- Прозорова Нина Адамовна;
- Гоппен Владимир Семёнович;
- Смирнов Леонид Николаевич;
- Круглова Ольга Семёновна (в настоящее время в должности директора).

## Учебный процесс
Школа является участником городских проектов:
- Медицинский класс в московской школе.
- Инженерный класс в московской школе.

Предмет, изучаемый на углублённом уровне во всех классах — английский язык. Также изучаются французский, немецкий. Система лингвистического образования включает спецкурсы на английском и немецком языках. Школа является базовой школой факультета иностранных языков и регионоведения МГУ им. Ломоносова. Она сотрудничает с Российским государственным Университетом нефти и газа им. Губкина.

## Адреса школы
Средняя и старшая школа: Москва, 5-й Монетчиковский пер., д. 7. 
Начальная школа: Москва, Садовническая ул., д. 68. 
Дошкольные отделения:
- Москва, 1-й Новокузнецкий пер., д. 15с1.
- Москва, 1-й Новокузнецкий пер., д. 1.
- Москва, Новокузнецкая ул., д. 40-42, стр. 1.

## Известные люди из 1259[уточнить]
- Феоктистов Дмитрий Валерьевич — Чрезвычайный и Полномочный Посол России в Аргентине. Окончил школу №1259 (тогда ‒ №74) в 1985 г.
- Лужков Юрий Михайлович — Мэр Москвы в 1992‒2010 гг. Окончил школу №1259 (тогда ‒ №529) в 1953 г., где учился последние три года.
- Санаев Павел Владимирович — сценарист, режиссёр-постановщик. С 1 по 5 класс учился в школе №1259 (тогда ‒ №74).
- Рютов Дмитрий Дмитриевич — советский, российский физик. Окончил школу №1259 (тогда ‒ №529) в 1957 г. с золотой медалью.
- Ведерников Александр Александрович — главный дирижёр и музыкальный руководитель Большого театра. Учился  в школе №1259 (тогда ‒ №74).
- Кешишев Константин Одиссеевич — советский, российский физик. Окончил 10 классов школы №1259 (тогда ‒ №529) в 1963 г.
- Гуф (Алексей Долматов) — рэп-исполнитель. Учился в школе №1259 до окончания 9 класса в 1994 г.
- Гуревич Борис Максович — первый советский олимпийский чемпион по борьбе. Учился в школе №1259 (тогда ‒ №529) до 7 класса (1946 г.)
- Яковлев Егор Владимирович — знаменитый советский журналист и общественный деятель. Окончил школу №1259 (тогда ‒ №529) в 1949 г.
- Меркулов Роберт Викторович — спортсмен-конькобежец. Окончил школу №1259 (тогда ‒ №529) в 1949 г.
- Куприянов Сергей Алексеевич — художник. Учился в школе №1259 (тогда ‒ №529) в 1943‒1944 гг. (7-8 классы).
- Эстис Олег Николаевич — художник, карикатурист. Окончил 8 классов школы №1259 (тогда ‒ №74)..
- Меламед Виктор Александрович — художник, карикатурист. Окончил школу №1259 в 1994 г.
- Морозова Татьяна Борисовна — актриса. Училась в школе №1259 до 9 класса.
- Бродский Александр — архитектор. Учился в школе №1259 (тогда ‒ №529) в начальных классах.
- Демидова, Алла Сергеевна — актриса.
- Волгин, Игорь Леонидович — писатель.
- Добров, Андрей Станиславович — журналист.
- Мельтюхов Михаил - историк
- Первозванский Максим Валерьевич - протоиерей Русской Православной Церкви. Окончил 8 классов школы в 1981 году (тогда №74)